# ديانا هندركس
ديانا هندركس (بالإنجليزية: Diane Hendricks)‏ (ولدت 1947) سيدة أعمال مليونيرة، ومنتجة أفلام أمريكية ، وتهتم بالعمل الخيري. صنفتها مجلة فوربس كثاني امرأة أمريكية صنعت ثروتها بنفسها. وهي أرملة الملياردير كن هندركس.

## روابط خارجية
- ديانا هندركس على موقع IMDb (الإنجليزية)
- ديانا هندركس على موقع قاعدة بيانات الفيلم (الإنجليزية)